# Oreopanax salvinii
Oreopanax salvinii là một loài thực vật có hoa trong Họ Cuồng cuồng. Loài này được Hemsl. mô tả khoa học đầu tiên năm 1878.